# Бизиос, Рена
Ре́на Би́зиос (англ. Rena Bizios, греческий вариант имени — Ре́на Би́зиу (греч. Ρένα Μπίζιου)) — американский учёный-биоинженер и инженер-химик греческого происхождения, признанный пионер в области биомедицинской инженерии, внёсшая вклад в понимание взаимодействия клеток и материалов, белков/клеток и наноструктурированных материалов. Автор учебника «An Introduction to Tissue-Biomaterial Interactions» (2002), ставшего хрестоматийным в области биоматериалов. Профессор департамента биомедицинской инженерии Техасского университета в Сан-Антонио (с 2006 года). Член Американской ассоциации содействия развитию науки (2010) и Национальной медицинской академии (США, 2015). Имеет h-индекс равный 43 и была процитирована более 8 000 раз.

## Биография
Окончила Массачусетский университет в Амхерсте со степенью бакалавра наук «с почётом» (1968) и Калифорнийский технологический институт со степенью магистра наук (1971) в области химической технологии, а также Массачусетский технологический институт со степенью доктора философии в области биомедицинской инженерии (1979).
В 1979—1980 годах — постдокторант в лаборатории Медицинского центра имени Роджера Уильямса.
В 1981—2005 годах — ассистент-профессор (1981—1986), ассоциированный профессор (1986—1996) и профессор (1997—2005) биомедицинской инженерии, а также профессор химической технологии (2000—2005) в Инженерной школе Политехнического института Ренсселера.
В 1982—2000 годах — ассистент-адъюнкт-профессор (1982—1989), ассоциированный адъюнкт-профессор (1989—2000) и член факультета последипломного образования (1988—2000) департамента физиологии и цитологии Медицинского колледжа Олбани.
В 1987—1988 годах — приглашённый ассоциированный профессор департамента химической технологии Университета Райса.
В 1995 году — приглашённый учёный департамента химической технологии Массачусетского технологического института.
В 1996 году — приглашённый ассоциированный профессор департамента химической технологии Университета Райса.
В 2002 году — профессор Технического университета Чалмерса (Швеция).
В 2003 и 2005 годах принимала участие в исследованиях в Национальном центре научных исследований и Университете Париж VII (Франция).
Принимала участие в многочисленных научных конференциях, выступала с презентациями, семинарами и лекциями во многих высших учебных заведениях и на промышленных предприятиях, а также является организатором и/или сопредседателем многочисленных симпозиумов и заседаний на государственных/международных конференциях.
Член редакционных коллегий «Journal of Biomedical Materials Research» (Part A и Part B), «Technology», «Journal of Nano Research».

## Научные интересы
Клеточная инженерия, тканевая инженерия, биосовместимость, взаимодействие биоматериалов (включая наноструктурированные) с тканями организма и белками, тканевая регенерация, механизмы клеточного ответа на стимулы (химические, механические, магнитные, электрические).

## Членство в организациях
Член многочисленных профессиональных обществ, в том числе:
- фелло Американского института медицинской и биологической инженерии (1999);
- фелло Международного союза обществ науки о биоматериалах и инжиниринга (2000);
- фелло Общества по биомедицинской инженерии (2005);
- фелло Американского института инженеров-химиков (2010)[18];
- фелло Американской ассоциации содействия развитию науки (2010);
- член Национальной медицинской академии (2015);
- член Общества по изучению биоматериалов;
- член Общества исследований материалов;
- член Общества женщин-инженеров;
- член Американского общества инженерного образования;
- член Техасской академии медицины, инженерии и науки;
- и др.[13][17]

## Награды и премии
- 1975—1979 — Health Sciences and Technology Fellowship;
- 1985 — Outstanding Alumna in Engineering Award;
- 1997 — Rensselaer Alumni Association Teaching Award;
- 1998 — Clemson Award for Outstanding Contributions to the Literature;
- 2009 — Distinguished Scientist Award;
- 2010 — Women’s Initiatives Mentorship Excellence Award;
- 2014 — Founders Award;
- 2014 — Theo C. Pilkington Outstanding Educator Award;
- 2014 — UTSA Ambassadors Amber Award;
- и др.[13][17]

## Публикации
Соавтор учебника «An Introduction to Tissue-Biomaterial Interactions» (2002), соредактор книги «Biological Interactions on Material Surfaces: Understanding and Controlling Protein, Cell and Tissue Responses» (2009), автор/соавтор многочисленных научных публикаций и глав в книгах.

### Избранные публикации
- Wehmeyer, J.L., R. Bizios, C.D. Garcia. Dynamic adsorption of albumin on nanostructured TiO2 thin films. Materials Science and Engineering C 30: 277—282. 2010.
- Dulgar-Tulloch, A.J., R. Bizios, R. W. Siegel. Human mesenchymal stem cell adhesion and proliferation in response to ceramic chemistry and nanoscale topography. Journal of Biomedical Materials Research. Electronic publication DOI: 10.1002/jbm.a.32116. Hard Copy: Journal of Biomedical Materials Research (Part A) 90A:586-594, 2009.
- Creecy, C.M., D.A. Puleo, R. Bizios. Protein and cell interactions with nanophase biomaterials. Chapter 17 (pp. 344–352) in the «Biological Interactions on Material Surfaces: Understanding and Controlling Protein, Cell and Tissue Responses» book. A.D. Puleo and R. Bizios (eds.). Springer. New York, NY, 2009.
- Gibson, C.C., D.A. Puleo, R. Bizios. Cell and tissue interactions with materials: the role of growth factors. Chapter 10 (pp. 200–218) in the «Biological Interactions on Material Surfaces: Understanding and Controlling Protein, Cell and Tissue Responses» book. A.D. Puleo and R. Bizios (eds.). Springer. New York, NY, 2009.
- Logeart-Avramoglou, D., F. Anagnostou, R. Bizios, H. Petite. Engineering bone: challenges and obstacles. Journal of Cellular and Molecular Medicine 9:72-84, 2005.
- McManus, A.J., R.H. Doremus, R.W. Siegel, R. Bizios. Evaluation of the cytocompatibility and bending modulus of nanoceramic/polymer composites. J Biomed Mater Res 72:98-106, 2005.
- Shin, H.Y., R. Bizios, M.E. Gerritsen. Cyclic pressure modulates vascular endothelial barrier function. Endothelium 10: 1-8, 2003.
- Nagatomi, J., B.P. Arulanandam. D.W. Metzger, A. Meunier, R. Bizios. Cyclic pressure affects osteoblast functions pertinent to osteogenesis. Annals Biomed Engineer 31: 917—923, 2003.
- Shin, H.Y., M.L. Smith, K.J. Toy, P.M. Williams, J. Lee, R. Bizios, M.E. Gerritsen. VEGF-C mediates cyclic pressure-induced endothelial cell proliferation: a DNA microarray analysis of pressure-sensitive gene expression. Amer J Physiology: Physiological Genomics 11: 245—251, 2002.
- Shin, H.Y., M.E. Gerritsen, R. Bizios. Regulation of endothelial cell proliferation and apoptosis by cyclic pressure. Annals of Biomed Engineer 30:297-304, 2002.
- Nagatomi, J., B.P. Arulanandam. D.W. Metzger, A. Meunier, R. Bizios. Effects of cyclic pressure on bone marrow cell cultures. J Biomechanical Engineer 124:308-314, 2002.
- Supronowicz, P.R., P.M. Ajayan, K.R. Ullmann, B.P. Arulanandam, D.W. Metzger, R. Bizios. Novel current-conducting composite substrates for exposing osteoblasts to alternating current stimulation. J Biomed Mater Res 59: 499—506, 2002.
- Hasenbein, M.E., T.T. Andersen, R. Bizios. Micropatterned surfaces modified with select peptides promote exclusive interactions with osteoblasts. Biomater 23: 3937-3942, 2002.
- Nagatomi, J., B.P. Arulanandam, D.W. Metzger, A. Meunier, R. Bizios. Frequency- andduration-dependent effects of cyclic pressure on select osteoblast functions. Tissue Engineering 7: 717—728, 2001.
- Webster, T.J., C. Ergun, R.H. Doremus, R.W. Siegel, R. Bizios. Enhanced functions of osteoclast-like cell on nanophase ceramics. Biomater 22: 1327—1333, 2001.
- Webster, T.J., L.S. Schadler, R.W. Siegel, R. Bizios. Mechanisms of enhanced osteoblast adhesion on nanophase alumina involve vitronectin. Tissue Engineering 7: 291—301, 2001.
- Webster, T.J., C. Ergun, R.H. Doremus, R.W. Siegel, R. Bizios. Specific proteins mediate enhanced osteoblast adhesion on nanophase ceramics. J Biomed Mater Res 51: 475—483, 2000.
- Webster, T.J., C.Ergun, R.H. Doremus, R.W. Siegel, R. Bizios. Enhanced functions of osteoblasts on nanophase ceramics. Biomater 21: 1803—1810, 2000.
- Schwartz, E.A., R. Bizios, M.E. Gerritsen. Effects of hydrostatic pressure on endothelial cells. Chapter 13, pp. 275–290, in Endothelium and Mechanical Forces, P.I. Lelkes (ed.), Harwood Academic Publishers, London, England, 1999.
- Dee, K.C, T.T. Andersen, R. Bizios. Design and function of novel osteoblast-adhesive peptides for chemical modification of biomaterials. J Biomed Mater Res 40:371-377, 1998.
- Schwartz, E.A., R. Bizios, M.S. Medow, M.E. Gerritsen. Exposure of human vascular endothelial cells to sustained hydrostatic pressure stimulates proliferation: involvement of the av integrins. Circulation Res 84: 315—322, 1999.
- Webster, T.J., R.W. Siegel, R. Bizios. Osteoblast adhesion on nanophase ceramics. Biomater 20: 1221—1227, 1999.
- Dee, K.C, T.T. Andersen, R. Bizios. Enhanced endothelialization of substrates modified with immobilized bioactive peptides. Tissue Engineering 1:135-145, 1995.
- Acevedo, A.D., S.S. Bowser, M.E. Gerritsen, R. Bizios. Morphological and proliferative responses of endothelial cells to hydrostatic pressure. Role of fibroblast growth factor. J Cell Physiology:157:603-614, 1993.
- Puleo, D.A., R. Bizios. RGDS tetrapeptide binds to osteoblasts and inhibits fibronectin-mediated adhesion. Bone 12:271-276, 1991.
- Puleo, D.A., L.A. Holleran, R.H. Doremus, R. Bizios. Osteoblast responses to orthopedic implant materials in vitro. J Biomed Mater Res 25:711-723, 1991.[21]